# Gemella (araldica)
Gemella è un termine utilizzato in araldica per indicare due strisce, parallele, quasi sempre rettilinee e disposte in fascia; possono mettersi in palo, in banda, in sbarra, a croce, a decusse, a scaglione.
Di norma la gemella occupa lo stesso spazio della figura originale che sostituisce, per cui, ad esempio, una gemella in croce occupa lo stesso spazio di una croce.

d'oro, alla gemella in fascia di rosso
d'argento, a due gemelle in fascia di rosso
d'oro, a due gemelle in palo di rosso
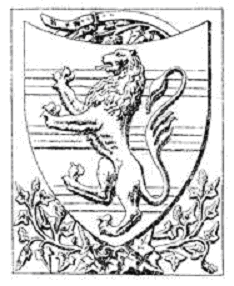
tre gemelle in fascia
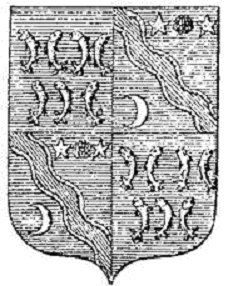
gemella ondata in banda
d'azzurro, a tre gemelle in fascia d'oro
d'argento, alla fascia di rosso accostata da due gemelle dello stesso